# Komórka jajowa

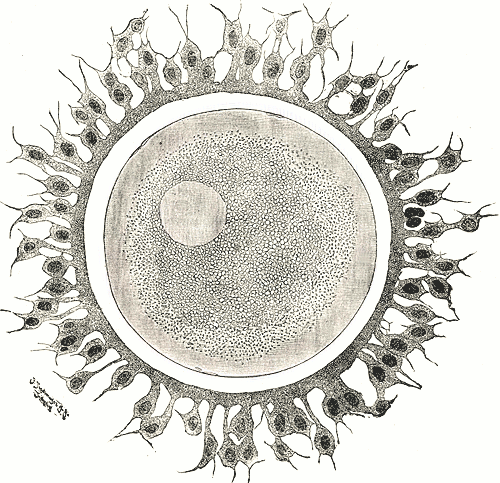
Ludzka komórka jajowa

Komórka jajowa, jajo (łac. ovum) – gameta żeńska u zwierząt i roślin. Cytoplazma komórki jajowej jest nazywana ooplazmą.
U zwierząt komórka jajowa powstaje w wyniku oogenezy w jajniku i jest stosunkowo duża i nieruchoma. Komórka jajowa może zostać zapłodniona przez plemnik, co prowadzi do powstania zygoty.
Czasami spermatozoid tylko pobudza jajo do rozwoju, ale bez zapłodnienia (pseudogamia).

## Morfologia
Komórki jajowe zwierząt są mało zróżnicowane morfologicznie, a ewentualne różnice dotyczą przede wszystkim wielkości, ilości materiału zapasowego oraz jego lokalizacji.
W komórce jajowej znajdują się mitochondria, więc mitochondrialny DNA jest dziedziczone tylko po matce (główka spermatozoidu nie zawiera mitochondriów).
Podział komórek jajowych ze względu na ilość substancji zapasowych:
- jajo alecytalne
- jajo mezolecytalne
- jajo oligolecytalne
- jajo polilecytalne

Podział komórek jajowych ze względu na rozmieszczenie materiału zapasowego:
- jajo izolecytalne
- jajo anizolecytalne
  - jajo centrolecytalne
  - jajo telolecytalne

Bezpośrednio, w związku z ilością i rozmieszczeniem materiału zapasowego, pozostaje proces bruzdkowania, który ma miejsce bezpośrednio po zapłodnieniu komórki jajowej.
U roślin komórki jajowe zawarte są w rodni.